# Elaeagnus formosensis
Elaeagnus formosensis är en havtornsväxtart som beskrevs av Hatusima. Elaeagnus formosensis ingår i släktet silverbuskar, och familjen havtornsväxter. Inga underarter finns listade i Catalogue of Life.